# قصبة غيلان

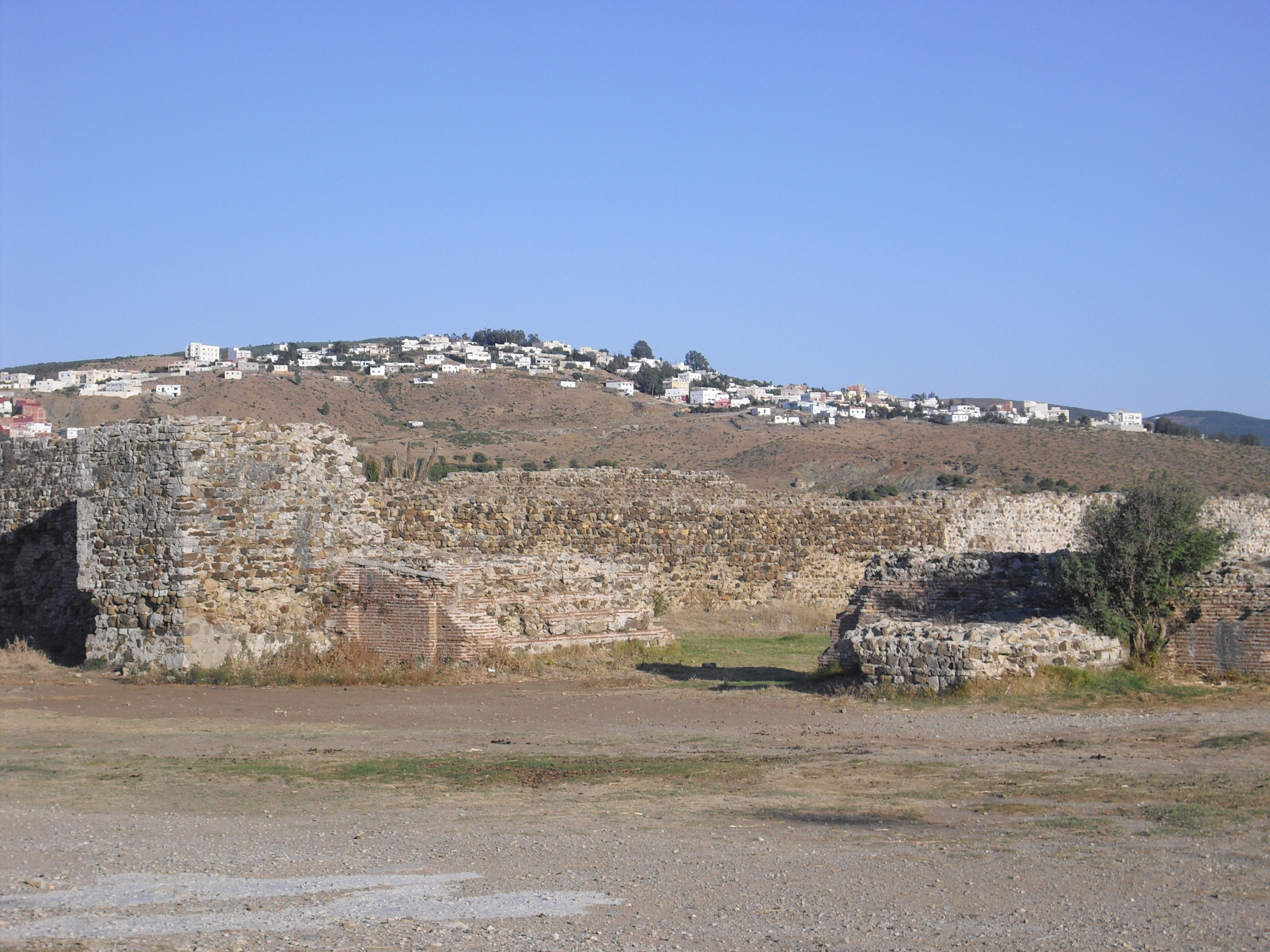
بقايا قصبة غيلان، طنجة.

تقع قصبة غيلان على الضفة اليمنى لوادي الحلق بطنجة، المغرب. وتقع على الطريق المؤدية إلى مالاباطا شرق المدينة العتيقة. تم بناؤها حوالي 1664 م، ويرتبط اسمها باسم الخضر غيلان قائد حركة الجهاد الإسلامي ضد الاستعمار الإنجليزي الذي احتل مدينة طنجة ما بين 1662م و1684 م. تتوفر القلعة على جهاز دفاعي محكم، عبارة عن سورين رباعيا الأضلاع محصنين ببرجين نصف دائريين وبارزين، تتوسطهما باب عمرانية ضخمة.